# Tabanus laverani
Tabanus laverani är en tvåvingeart som beskrevs av Surcouf 1907. Tabanus laverani ingår i släktet Tabanus och familjen bromsar. Inga underarter finns listade i Catalogue of Life.